# Il n'est jamais trop tard (film, 2011)
Pour les articles homonymes, voir Il n'est jamais trop tard.
Pour plus de détails, voir Fiche technique et Distribution.
Il n'est jamais trop tard (Larry Crowne) est un film américain réalisé par Tom Hanks et sorti en salles en 2011.

## Synopsis
Divorcé, Larry Crowne (Tom Hanks) est un employé modèle, il est toujours de bonne humeur et a déjà été reconnu à plusieurs reprises comme employé du mois. Lorsqu'il est convoqué pour un entretien, il est persuadé de remporter encore une fois le prix et tombe de haut lorsque ses responsables lui annoncent qu'il est licencié, sous prétexte qu'il n'a pas de diplôme.
Une fois licencié, Larry décide de reprendre ses études. Dès son arrivée, il fait connaissance avec la jeune Talia (Gugu Mbatha-Raw), qui décide de l'intégrer à son groupe d'amis malgré la jalousie de son petit ami, Dell (Wilmer Valderrama). Talia va s'occuper du relooking de son nouvel ami, ainsi que de l'aménagement de sa maison, aidant ainsi Larry à évoluer.
Larry va également rencontrer Mercedes Tainot (Julia Roberts), professeur d'expression orale. Compagne d'un écrivain raté et égocentrique, Mercedes est une professeur blasée qui n'a plus de vocation. Elle va progressivement tomber sous le charme de son élève.

## Fiche technique
- Réalisation : Tom Hanks
- Scénario : Tom Hanks et Nia Vardalos
- Direction artistique : Carlos Menéndez
- Décors : Victor Kempster
- Costumes : Albert Wolsky
- Photo : Philippe Rousselot
- Montage : Alan Cody
- Musique : James Newton Howard
- Producteur : Gary Goetzman et Tom Hanks
- Distribution : Universal Pictures - SND
- Langue : anglais
- Format : 2.35:1 - 35 mm et cinéma numérique - Couleur – Son Dolby Digital, DTS et SDDS
  - États-Unis : 27 juin 2011 (Hollywood, Californie) (première) - 1er juillet 2011
  - Belgique et France : 6 juillet 2011

## Distribution
- Tom Hanks (V. F. : Jean-Philippe Puymartin) : Larry Crowne
- Julia Roberts (V. F. : Céline Monsarrat) : Mercedes Tainot
- Cedric the Entertainer (V. F. : Saïd Amadis) : Lamar
- Taraji P. Henson (V. F. : Annie Milon) : B'Ella
- Gugu Mbatha-Raw (V. F. : Fily Keita) : Talia
- Bryan Cranston (V. F. : Jean-Louis Faure) : Dean Tainot
- Pam Grier (V. F. : Maïk Darah) : Frances
- George Takei (V. F. : François Dunoyer) : Dr Matsutani
- Rami Malek (V. F. : Alexis Tomassian) : Steve Dibiasi
- Rob Riggle (V. F. : Constantin Pappas) : Jack Strang
- Malcolm Barrett (V. F. : Jean-Baptiste Anoumon) : Dave Mack
- Wilmer Valderrama (V. F. : Nessym Guetat): Dell Gordo
- María Canals Barrera : Lala Pinedo
- Rita Wilson : Wilma Q. Gammelgaard
- Dale Dye : Cox

## Autour du film
- Il s'agit de la deuxième réalisation de Tom Hanks depuis That Thing You Do!, en 1996.
- Il n'est jamais trop tard marque les retrouvailles entre Tom Hanks et Julia Roberts quatre ans après La Guerre selon Charlie Wilson.
- Tom Hanks fait également jouer son épouse Rita Wilson.